# Symbolische Bücher
Der Ausdruck symbolische Bücher (von griech. symbolon Zusammenfassung [des Glaubens], Glaubensbekenntnis) ist eine historische Bezeichnung für die Sammlung von Bekenntnisschriften einer christlichen Gruppe, mit denen diese ihre Eigenarten und Unterschiede zu anderen Gruppierungen herausstellt.
Zu den klassischen christlichen Bekenntnissen zählen die „drei ökumenischen Symbole“
- Apostolicum, apostolisches Symbol (= Glaubensbekenntnis)
- Nicänum
- Athanasianum

Für die evangelisch-lutherische Kirche sind die traditionellen symbolischen Bücher die Confessio Augustana (1530/1540), Philipp Melanchthons Apologie des Augsburgischen Bekenntnisses (1531),  Martin Luthers Schmalkaldische Artikel (1537), die beiden Formulierungen des Katechismus und die Formula Concordiae von 1580, mit denen die Abgrenzung vom Katholizismus und zuletzt vom Calvinismus geschah.
In der nachreformatorischen Zeit war der Symbolzwang als Bekenntnisverpflichtung ein umstrittenes protestantisches Thema. 
Im 20. Jahrhundert geriet diese Bezeichnung außer Gebrauch, man spricht seither von Bekenntnisschriften.